# ジェンダーバリアンス
ジェンダーバリアンス（英語: gender variance）もしくはジェンダーノンコンフォーミティー（英語: gender nonconformity）とは、男女の性別二元論の性役割に一致しない個人による行動またはジェンダー表現のことを指す。トランスジェンダーやノンバイナリーなど性同一性が多様である場合もあれば、シスジェンダーである場合もある。ジェンダーバリアンスやジェンダーノンコンフォーミティーの特徴を示す人はジェンダーバリアント（英語: gender-variant）もしくはジェンダーノンコンフォーミング（英語: gender-nonconforming）と呼ばれる。ジェンダーダイバース（英語: gender-diverse）と表現されることもある。

## 概説
ジェンダーバリアンス（ジェンダーノンコンフォーミティー）は、特定の性別（ジェンダー）に関連する文化的に定義された規範から外れる性同一性、性表現、または行動を説明するために使用される包括的な用語である。どのような性同一性の人でも、これに当てはまる可能性がある。
人類の歴史的にジェンダーバリアンス（ジェンダーノンコンフォーミティー）の人々の存在は数多くの証拠によって明らかとなっており、第3の性別はその一例である。
この用語は医療やジェンダー研究の分野で用いられる。例えば、世界トランスジェンダー・ヘルス専門家協会のガイドラインは、第7版が『Standards of Care for the Health of Transsexual, Transgender, and Gender-Nonconforming People』（日本語版：『トランスセクシュアル、トランスジェンダー、ジェンダーに非同調な人々のためのケア基準』）、第8版が『Standards of Care for the Health of Transgender and Gender Diverse People』という名称となっている。